# Bokföringslagen
Bokföringslagen (1999:1078), förkortat BFL, är en svensk lag som reglerar hur bokföringsskyldiga fysiska och juridiska personer skall sköta sin bokföring. Lagen reglerar, förutom vilka som är bokföringsskyldiga också hur bokföring skall läggas upp och hur den skall kunna presenteras (grundbok och huvudbok), hur bokföringen skall avslutas (till exempel årsbokslut eller årsredovisning) och hur arkivering skall ske.
Vården av Bokföringslagens bestämmelser, liksom skötseln av god redovisningssed, sköts av Bokföringsnämnden. Denna myndighet bildades 1976, då den nuvarande bokföringslagens föregångare stadfästes.

## Redovisning
I redovisningen av bokföringen finns det traditionellt krav på uppvisande av fysiska kvitton, antingen manuellt skrivna och undertecknade eller producerade via en kassaapparat. I en modern digital värld, där kvittenser inte alltid hanteras på papper, har denna redovisningskultur utmanats.
1 juli 2024 uppdaterades bokföringslagen, efter initiativ från Sveriges regering tidigare under året. Det nya bokföringsreglementet innebär att fakturor och kvitton inte längre behöver sparas i form av papper; det räcker med att spara dessa i inskannad eller tydligt avfotograferad form. Informationen måste fortfarande sparas i sju års tid. Denna ändring gäller retroaktivt, det vill säga äldre papperskvitton som även lagras/bokförs digitalt är inte längre nödvändiga inom bokföringsplikten.

## Bokföringsbrott
Bokföringsbrott är ett brott i Sverige enligt 11 kap. 5 § Brottsbalken. 
Den som uppsåtligen eller av oaktsamhet åsidosätter bokföringsskyldighet enligt bokföringslagen (1999:1078) genom att underlåta att bokföra affärshändelser eller bevara räkenskapsinformation eller genom att lämna oriktiga uppgifter i bokföringen eller på annat sätt, döms, om rörelsens förlopp, ekonomiska resultat eller ställning till följd härav inte kan i huvudsak bedömas med ledning av bokföringen, för bokföringsbrott till fängelse i högst två år eller, om brottet är ringa, till böter eller fängelse i högst sex månader.
Om brottet är grovt, döms för grovt bokföringsbrott till fängelse i lägst sex månader och högst sex år. Vid bedömande av om brottet är grovt skall särskilt beaktas om åsidosättandet avsett mycket betydande belopp eller om gärningsmannen använt falsk handling eller om gärningen ingått som ett led i en brottslighet som utövats systematiskt eller om gärningen annars varit av särskilt farlig art.
Första och andra styckena gäller inte om bokföringsskyldigheten avser en juridisk person som anges i 2 kap. 2 § bokföringslagen och som inte bedriver näringsverksamhet. Lag (2005:242)
Ovanstående lydelse gäller från och med 1 juli 2005.